# Progress M-11M
Progress M-11M (ryska: Прогресс М-11M) eller som NASA kallar den, Progress 43 eller 43P, var en rysk obemannad rymdfarkost som levererade förnödenheter, syre, vatten och bränsle till rymdstationen ISS. Den sköts upp med en Sojuz-U-raket från Kosmodromen i Bajkonur 21 juni 2011 och dockade med ISS den 23 juni. 
Den lämnade stationen den 23 augusti 2011 och brann upp i jordens atmosfär den 1 september 2011.

### Fotnoter
1. ↑  ”NASA Space Science Data Coordinated Archive” (på engelska). NASA. https://nssdc.gsfc.nasa.gov/nmc/spacecraft/display.action?id=2011-027A. Läst 1 mars 2020.
2. ↑  Manned Astronautics - Figures & Facts Arkiverad 17 juni 2012 hämtat från the Wayback Machine., läst 15 juli 2016.